# Аспирин/Парацетамол/Кофеин
Аспирин/Парацетамол (ацетаминофен) /Кофеин – это комбинированный препарат, анальгетическое, жаропонижающее и противовоспалительное лекарственное средство для лечения боли, особенно головной боли напряженного типа и мигрени. Препарат превосходит по эффективности плацебо в купировании острых приступов мигрени.

## Побочные эффекты
Рекомендуемая дозировка имеет низкий профиль риска, если принимать ее время от времени. Как и все лекарства, содержащие парацетамол (ацетаминофен), одновременное употребление с алкоголем несет в себе значительный риск гепатотоксичности. Комбинация парацетамола с аспирином также создает риск папиллярного некроза почек при длительном приеме больших доз. Это связано с тем, что парацетамол вырабатывает токсичный метаболит, который может накапливаться в почках, в то время как аспирин истощает запасы глутатиона, необходимые для его окисления. Кроме того, хроническое употребление аспирина связано с повышенным риском желудочно-кишечного кровотечения.

## Химическое выявление
Комбинация этих трех соединений может быть обнаружена в фармацевтических препаратах, моче и сыворотке крови в следовых количествах с помощью электрохимических методов.

## Другие торговые наименования
Комбинация была представлена в 1964 году под торговым названием Vanquish компанией Sterling Drug, которая после серии слияний и поглощений стала подразделением Bayer AG.
Продается:
- в США под торговыми названиями Goody's Powder и Excedrin, хотя не все продукты, продаваемые под брендом Excedrin, содержат эту комбинацию;
- в Великобритании под различными торговыми марками, включая Anadin Extra;
- в Германии как dolomo, Dolopyrin AL, HA-Tabletten, Melabon K, Neuralgin, ratiopyrin, Thomapyrin Classic, Thomapyrin Intensiv;
- в Австрии как Thomapyrin и InfluASS;
- в Израиле как Acamol Focus;
- в Румынии как Antinevralgic P[8] и Antinevralgic Forte[9];
- в России как Цитрамон.

### Цитрамон
Выпуск препарата под торговым названием «Цитрамон» начался в СССР. Его состав несколько раз модифицировался. Первоначально в состав цитрамона входили: Ацетилсалициловая кислота, фенацетин, кофеин.
Первоначально в состав Цитрамона входили:ацетилсалициловой 0,24 г, фенацетина 0,18 г. кофеина 0,03 г, какао в порошке 0.03 г:
, лимонной кислоты 0,02 г и сахара а порошке 0,5 г.( справочник Машковского)
Сперва изъяли какао и лимонную кислоту, затем фенацетин заменили на парацетамол.
Препарат с таким составом в настоящее время не выпускается, в 1980-е фенацетин был заменён на парацетамол и это было отмечено добавкой к названию буквы: «Цитрамон-П».
Современные лекарственные средства, имеющие в названии слово цитрамон, выпускаются разными производителями. В составе большинства из них — ацетилсалициловая кислота, парацетамол и кофеин. Замена фенацетина на парацетамол в составе цитрамона обусловлена тем, что в связи с наличием серьёзных побочных эффектов, связанных с развитием нефропатии, фенацетин во многих странах, в том числе и в России, изъят из обращения. Парацетамол является основным метаболитом фенацетина с химически близкими ему свойствами. При приёме фенацетина быстро образуется в организме и обусловливает анальгетический эффект последнего. По болеутоляющей активности парацетамол существенно не отличается от фенацетина, подобно ему, он обладает слабой противовоспалительной активностью.